# Villarejo (San Juan del Molinillo)
Villarejo és una localitat espanyola adscrita al municipi de San Juan del Molinillo, a la província d'Àvila (Castella i Lleó) amb 29 habitants l'any 2022. A mitjan segle XIX el lloc pertanyia al municipi de Navalmoral. La localitat apareix descrita en el setzè volum del Diccionario geográfico-estadístico-histórico de España y sus posesiones de Ultramar de Pascual Madoz de la següent manera:
| «                      | VILLAREJO: l. en la prov. de Avila, part. jud. de Cebreros, felig. y térm. jurisd. de Navalmoral, en cuyo pueblo están incluidas las circunstancias de su pobl. y riqueza (V.): sit. en la falda de Sierra Palomera, y a 1/4 de hora N. del Molinillo: tiene 73 casas de mediana construccion, y atraviesa por alguna de sus calles un arroyo de poca agua, que nace en la inmediata sierra: la garganta llamada del Zapatero, pasa al O. de las casas, y los vecinos se surten de aguas para sus usos de las de una fuente: hay una ermita la Vera-Cruz, con culto público á espensas de una cofradía. | » |
| — (Madoz 1850, p. 259) | |   |

| Gràfica d'evolució demográfica de Villarejo entre 2000 i 2011 |
|                                                               |